# Wienerfilharmonikernas nyårskonsert 1988

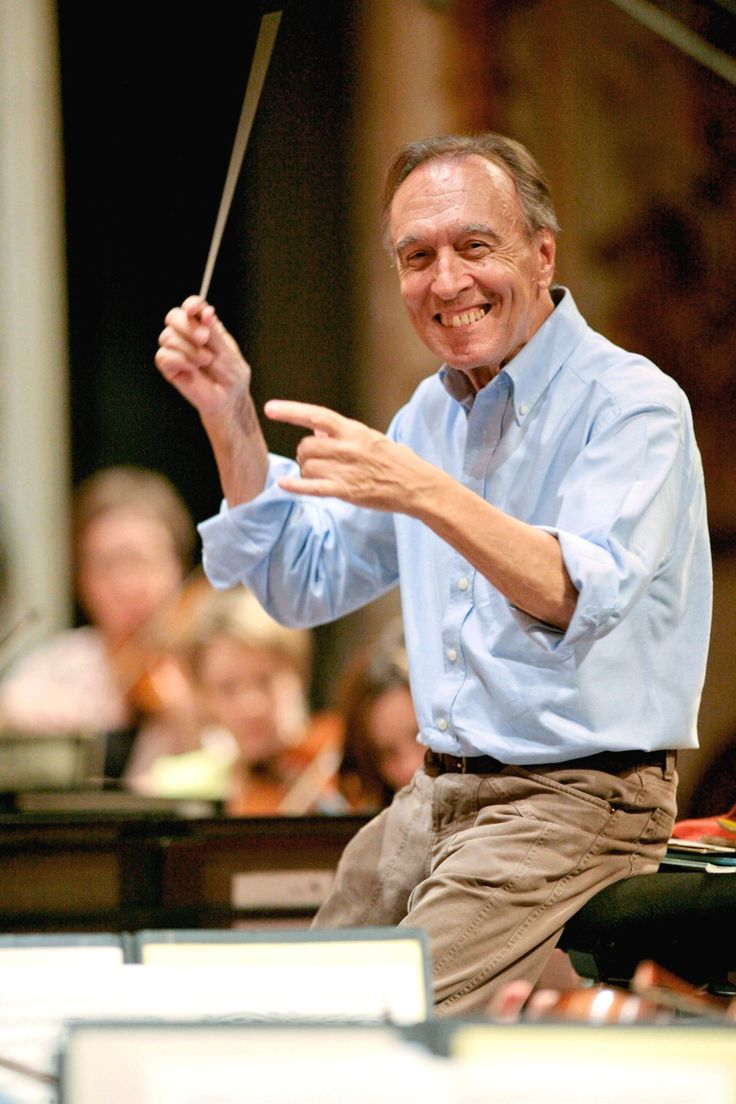
Claudio Abbado

Wienerfilharmonikernas nyårskonsert 1988 räknas som den 48:e nyårskonserten från Wien och ägde rum den 1 januari 1988 i Wiens Musikverein. Det var den 30:e nyårskonserten vars 2:a del sändes på TV via Eurovision. Dirigent var för första gången Claudio Abbado.

## Historia
Strikt räknat var det Wienerfilharmonikernas 43:e nyårskonsert, eftersom det inte var förrän 1946 som namnet introducerades. Dessutom var det den 49:e Årsskifteskonserten, då det vid årsskiftet 1939/40 gavs en Außerordentliches Konzert (extraordinär konsert) av Wienerfilharmonikerna, som dock ägde rum på nyårsafton 1939. Från 1941 dirigerades nyårskonserten av Clemens Krauss, med undantag för åren 1946 och 1947 då Krauss förbjöds att dirigera på grund av sin närhet till nazistregimen och ersattes av Strausspecialisten Josef Krips.
Efter Clemens Krauss död 1955 följde Willi Boskovsky, konsertmästare i Wienerfilharmonikerna, som dirigerade konserten 25 gånger i rad. Från 1980 till 1986 följde sju konserter med dirigenten Lorin Maazel, som tjänstgjorde som chef för Wiener Staatsoper från 1982 till 1984. Därefter beslutade Wienerfilharmonikerna att bjuda in en ny dirigent varje år.
Bland de tre första inbjudna fanns dirigenter som hade haft ett betydande inflytande på orkestern på olika sätt under efterkrigstiden: Herbert von Karajan 1987, chef för Staatsoper 1957–1964, Claudio Abbado, musikchef för Staatsoper från 1986 och slutligen Carlos Kleiber 1989.

## Samarbetet mellan Wienerfilharmonikerna och Claudio Abbado

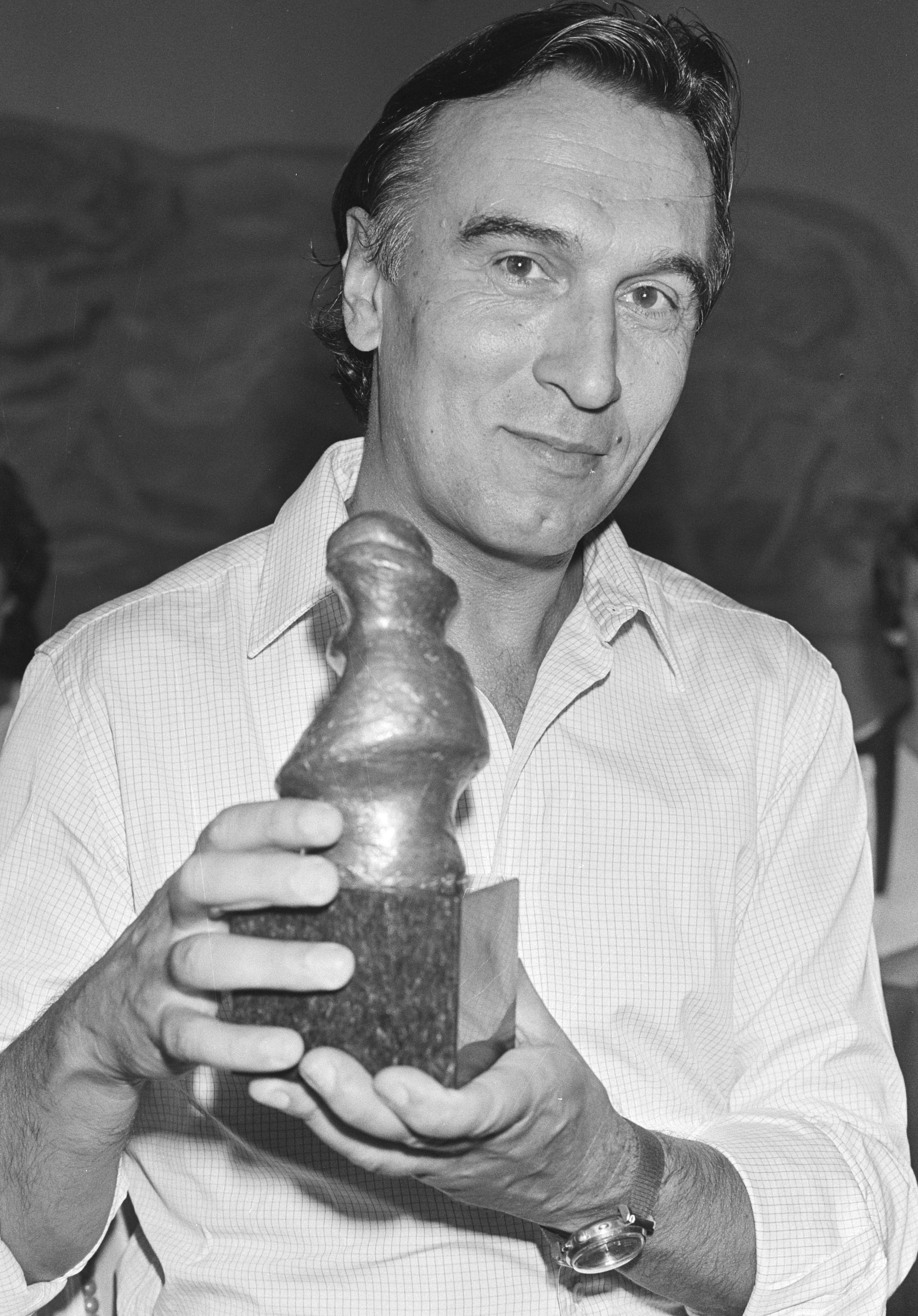
Claudio Abbado 1982

Det var ett extremt långt, konstruktivt och produktivt arbetsförhållande som förband orkestern med den milanesiska dirigenten. 1965, vid 32 års ålder, debuterade han med Wienerfilharmonikerna i Gustav Mahlers andra symfoni vid Festspelen i Salzburg. Abbado hade tagit examen från konservatoriet i sin hemstad och fortsatte sedan sina studier i Wien under Hans Swarowsky. Under sin lärlingstid hade han utvecklat en bred repertoar som sträckte sig "från Bach till Ligeti, från Händel till Webern, från Mozart till Boulez, från Schubert till Rihm". Han har dirigerat orkestern mer än 500 gånger, i operaföreställningar och konserter i Wien, Salzburg, Nordamerika, Japan och Kina. Förutom Rossini, Verdi och Luigi Nono stod nästan alla former av musik med ursprung i Wien i centrum för hans arbete: Mozart och Schubert först, Don Giovanni på Wiener Staatsoper och återupptäckten av Fierrabras på Theater an der Wien. Beethovens symfonier 1987 och 1988 i New York, Tokyo och Paris. De två nyårskonserterna 1988 och 1991, tillägnades Strauss-dynastin. Alla fyra symfonier av Brahms, inklusive Bruckner. Om och åter igen Gustav Mahler, som han parallellt med Leonard Bernstein dirigerade Wienerfilharmonikerna med så stort engagemang att hans symfonier och orkestersånger nu ingår i orkesterns standardrepertoar. Och slutligen, Andra Wienskolan, Schönberg, Berg, Webern, Gurre-Lieder, A Survivor from Warsaw, Wozzeck på Wiener Staatsoper, Passacaglia für Orchester. I sin dödsruna beskriver Clemens Heilsberg den "breddning av horisonter som hans arbete innebar för oss". Abbado var inte bara orkesterns trognaste "resande dirigent" (138 konserter på tre kontinenter), utan också dörröppnaren för steg in i moderniteten som tidigare omsorgsfullt undvikits. Från 1971 var han permanent gästdirigent för Wienerfilharmonikerna. År 1986 utsågs han till musikchef för Wiener Staatsoper och 1987 tog han över positionen som Generalmusikdirektor för staden Wien, en position som skapades speciellt för honom och som han innehade fram till 1991. I oktober 1989 utsågs Abbado till konstnärlig ledare för Berlinerfilharmonikerna efter Herbert von Karajan. 1994 tog han också över ledningen för Salzburgs påskfestival. Detta innebar att han anställdes två gånger av "konkurrenterna", vilket oundvikligen ledde till en minskning av skyldigheterna i Wien. 1997 dirigerade han sin sista konsert med Wienerfilharmonikerna.
Väsentliga delar av samarbetet mellan dirigent och orkester har bevarats som ljuddokument. Det finns liveinspelningar, inspelningar och videoinspelningar av operaproduktionerna i Wien och Salzburg.

## TV-sändning
Den andra delen av nyårskonserten sändes på TV. Det var ett Eurovision-program gemensamt producerat av österrikiska ORF och Zweite Deutsches Fernsehen (ZDF).  Baletten från Wiener Staatsoper dansade till koreografi av Gerlinde Dill. Regissör var återigen Hugo Käch. Blomsterarrangemangen var en gåva från den italienska staden San Remo.

## Program

### 1:a delen
- Emil Nikolaus von Reznicek: Ouvertyr till Donna Diana  (4:02)*
- Josef Strauss: Brennende Liebe (Polka mazur), op. 129 (4:28)
- Josef Strauss: Auf Ferienreisen (Polka schnell), op. 133 (2:29)
- Johann Strauss den yngre: Wo die Citronen blüh’n (Vals), op. 364
- Johann Strauss den yngre: Auf der Jagd (Polka schnell), op. 373

### 2:a delen
- Johann Strauss den yngre: Ouvertyr till operetten Die Fledermaus (8:17)
- Johann Strauss den yngre: Neue Pizzicato-Polka, op. 449 (3:40)
- Johann Strauss den yngre: Freuet euch des Lebens (Walzer), op.340 (8:20)
- Johann Strauss den yngre/Giuseppe Verdi: Un ballo in maschera (Kadrilj), op. 272 (4:35)*
- Johann Strauss den yngre: Tritsch-Tratsch (Polka schnell), op. 214, med Wiener Sängerknaben (2:59)
- Johann Strauss den yngre: Leichtes Blut (Polka schnell), op. 319, med Wiener Sängerknaben (2:43)
- Johann Strauss den yngre: Seid umschlungen, Millionen (Vals), op. 443 (9:37)
- Johann Strauss den yngre: Perpetuum mobile (Musikalischer Scherz), op. 257 (2:58)
- Josef Strauß: Im Fluge (Polka schnell), op. 230 (2:00)

### Extranummer
- Johann Strauß den yngre: Banditen-Galopp, op. 378 (2:44)
- Johann Strauss den yngre: An der schönen blauen Donau, Vals, op. 314
- Johann Strauss den äldre: Radetzkymarsch, op. 228

Verkförteckning och verkens ordning finns på Wienerfilharmonikernas webbplats.
Verk markerade med * stod för första gången på programmet till en nyårskonsert.

## Inspelningar
En LP-inspelning av konserten släpptes av Deutsche Grammophon 1988. Enligt låtlistan saknas dock valsen Wo die Zitronen blüh'n och polkan Auf der Jagd.

## Weblänkar
- Programmet till nyårskonserten 1988 på wienerphilharmoniker.at